# Serica pruinipennis
Serica pruinipennis är en skalbaggsart som beskrevs av Saylor 1940. Serica pruinipennis ingår i släktet Serica och familjen Melolonthidae. Inga underarter finns listade i Catalogue of Life.